# Rue Saint-Jean (Nantes)
Pour les articles homonymes, voir Rue Saint-Jean.
La rue Saint-Jean est une voie de Nantes, en France.

## Situation et accès
Située dans le centre-ville de Nantes, la rue Saint-Jean, qui relie la rue de Strasbourg, au niveau de la place Saint-Jean, à la rue d'Aguesseau, est bitumée et ouverte à la circulation automobile. Elle rencontre, sur son côté est, la rue des Cordeliers.

## Origine du nom
La rue doit son nom à la présence, jusqu'au début du XIXe siècle, d'une commanderie et d'une chapelle ayant le vocable « Saint-Jean ». 

## Historique
Jusqu'au XIIIe siècle l'axe principal nord-sud de la cité liait le Port-Communeau, le long de l'Erdre au Port-Maillard, le long de la Loire. Il était composé des actuelles rues des Pénitentes, Saint-Jean, Saint-Vincent, de Briord, place du Pilori, rues des Chapeliers et des Petites-Écuries. À la fin du Moyen Âge, l'axe de communication se déplace vers l'ouest. Il est formé des actuelles rues Léon-Blum (anciennement « rue du Port-Communeau »), Saint-Léonard, des Carmes, place du Change et rue de la Paix, dans le prolongement de la ligne des ponts franchissant la Loire. Dès lors, la rue Saint-Jean fait partie d'un axe secondaire,.
Longtemps appelée « rue des Cordeliers », en raison de la présence du couvent qu'elle longeait, la voie est baptisée « rue Caylus » pendant la Révolution
Le premier lieu consacré à l'histoire naturelle à Nantes est un cabinet particulier créé en 1799 par François-René Dubuisson, un pharmacien (le terme d'époque est « épicier-droguiste »), amateur d'histoire naturelle, dans un cabinet de la « rue Caylus ». Les collections qui y sont exposées sont rachetées par la municipalité en 1806, et installées, en 1810, dans les locaux de l'ancienne école de chirurgie de Saint-Côme, rue du Port-Communeau (au no 5 de l'actuelle rue Léon-Blum) à l'emplacement de l'actuelle école primaire Léon-Blum, puis, en 1875 dans l'actuel muséum d'histoire naturelle.
En 1867, le percement de la rue de Strasbourg entraîne un raccourcissement de la rue Saint-Jean, à son extrémité sud.